# Дренкија
Дренкија (итал. Drenchia) је насеље у Италији у округу Удине, региону Фурланија-Јулијска крајина.
Према процени из 2011. у насељу је живело 18 становника. Насеље се налази на надморској висини од 720 м.

## Становништво
| 1936. | 1951. | 1961. | 1971. | 1981. | 1991. | 2001. | 2011. |
| ----- | ----- | ----- | ----- | ----- | ----- | ----- | ----- |
| 1.285 | 1.392 | 1.128 | 599   | 397   | 255   | 197   | 134   |